# Rivière Michipicoten
La rivière Michipicoten est un cours d'eau qui coule dans la province de l'Ontario au Canada.

## Géographie
Cette rivière mesure 113 kilomètres de long et son bassin fluvial couvre une superficie de 5,200 km2.
Les eaux de la Michipicoten rejoignent celles de la rivière Magpie et se jettent dans le lac Supérieur par l'intermédiaire d'une baie donnant sur ce lac.
La rivière Michipicoten prend sa source depuis le lac Wabatongushi situé près de la Réserve de chasse de la Couronne de Chapleau.
Les principales communautés rurales sont Wawa et Michipicoten.

## Histoire
Les tribus de la Nation Ojibwés vivaient dans cette région quand les premiers explorateurs français, Pierre-Esprit Radisson et Médard des Groseilliers arpentèrent ce territoire au cours du XVIIe siècle. Michipicoten ou Michipicoton signifie "grandes falaises" en langue ojibwé.
En 1725, les trappeurs et coureurs des bois canadiens-français établirent un poste de traite fortifié qui s'appela Fort Michipicoton. Louis-Joseph Gaultier de La Vérendrye, un des fils de l'explorateur Pierre Gaultier de Varennes et de La Vérendrye, fut, à deux reprises, commandant du Fort Michipicaton.